# Elman Tagaýew
Elman Tagaýew (ur. 2 czerwca 1989) – turkmeński piłkarz grający na pozycji pomocnika.  Od 2013 roku jest zawodnikiem klubu Aşgabat FK. W reprezentacji Turkmenistanu zadebiutował w 2012 roku. Do 19 października 2013 roku rozegrał w niej cztery mecze, w których zdobył jedną bramkę.